# Musical Chairs
 (novembre 2023).
Si vous disposez d'ouvrages ou d'articles de référence ou si vous connaissez des sites web de qualité traitant du thème abordé ici, merci de compléter l'article en donnant les références utiles à sa vérifiabilité et en les liant à la section « Notes et références ».
Albums de Hootie and the Blowfish
Fairweather Johnson
(1996) Scattered, Smothered and Covered
(2000)
Musical Chair est le troisième album de Hootie and the Blowfish. Il a été certifié Platinum aux États-Unis (un million d'exemplaires vendus).

## Liste des titres
1. I Will Wait
2. Wishing
3. Las Vegas Nights
4. Only Lonely
5. Answer Man
6. Michelle Post
7. Bluesy Revolution
8. Home Again
9. One by One
10. Desert Mountain Showdown
11. What's Going On Here
12. What Do You Want from Me Now
13. Closet Full of Fear (bonus track)